# Crazannes
Crazannes est une commune du Sud-Ouest de la France, située dans le département de la Charente-Maritime (région Nouvelle-Aquitaine).
Ses habitants sont appelés les Crazannais et les Crazannaises.

## Géographie

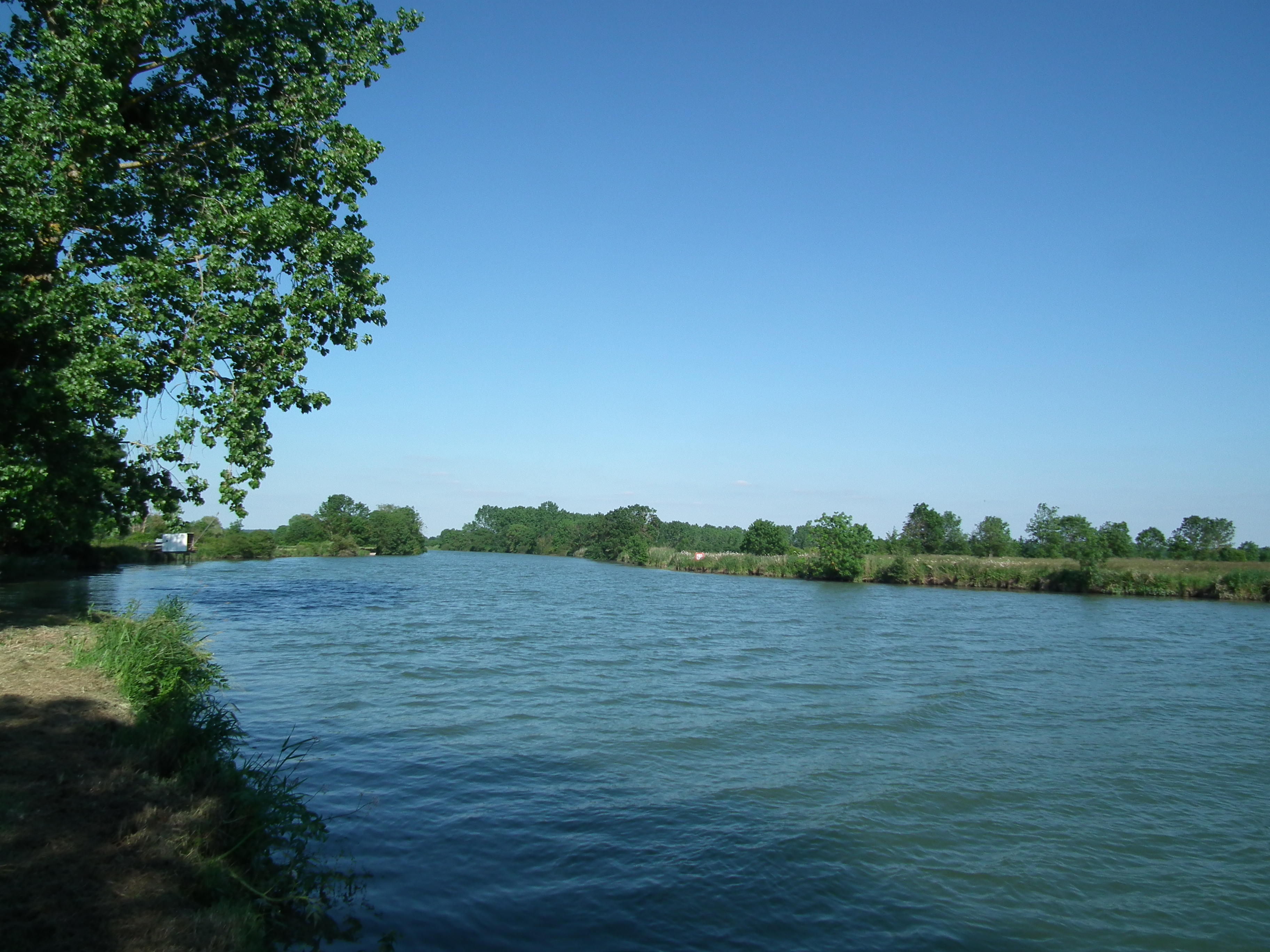
La Charente près de Crazannes.

La commune de Crazannes se situe dans le centre du département de la Charente-Maritime, dans l'ancienne province de Saintonge. Comme tout le département, appartenant au Midi de la France — on parle plus précisément de « Midi atlantique », au cœur de l'Arc atlantique, elle est partie intégrante du Grand Sud-Ouest français, et est parfois également incluse dans un Grand Ouest aux contours plus flous.
Le fleuve Charente, dont le village de Crazannes n'est distant que de quelques centaines de mètres, délimite l'Est de la commune.

### Communes limitrophes
| Geay    | Le Mung       |                |
| Plassay | Crazannes     | Saint-Savinien |
|         | Port-d'Envaux |                |

## Urbanisme

### Typologie
Au 1er janvier 2024, Crazannes est catégorisée commune rurale à habitat dispersé, selon la nouvelle grille communale de densité à 7 niveaux définie par l'Insee en 2022.
Elle est située hors unité urbaine. Par ailleurs la commune fait partie de l'aire d'attraction de Saintes, dont elle est une commune de la couronne,. Cette aire, qui regroupe 62 communes, est catégorisée dans les aires de 50 000 à moins de 200 000 habitants,.

### Occupation des sols
L'occupation des sols de la commune, telle qu'elle ressort de la base de données européenne d’occupation biophysique des sols Corine Land Cover (CLC), est marquée par l'importance des territoires agricoles (84,4 % en 2018), en diminution par rapport à 1990 (88,5 %). La répartition détaillée en 2018 est la suivante : 
terres arables (36,1 %), prairies (35,6 %), zones agricoles hétérogènes (12,7 %), forêts (9,5 %), zones urbanisées (6,1 %). L'évolution de l’occupation des sols de la commune et de ses infrastructures peut être observée sur les différentes représentations cartographiques du territoire : la carte de Cassini (XVIIIe siècle), la carte d'état-major (1820-1866) et les cartes ou photos aériennes de l'IGN pour la période actuelle (1950 à aujourd'hui).

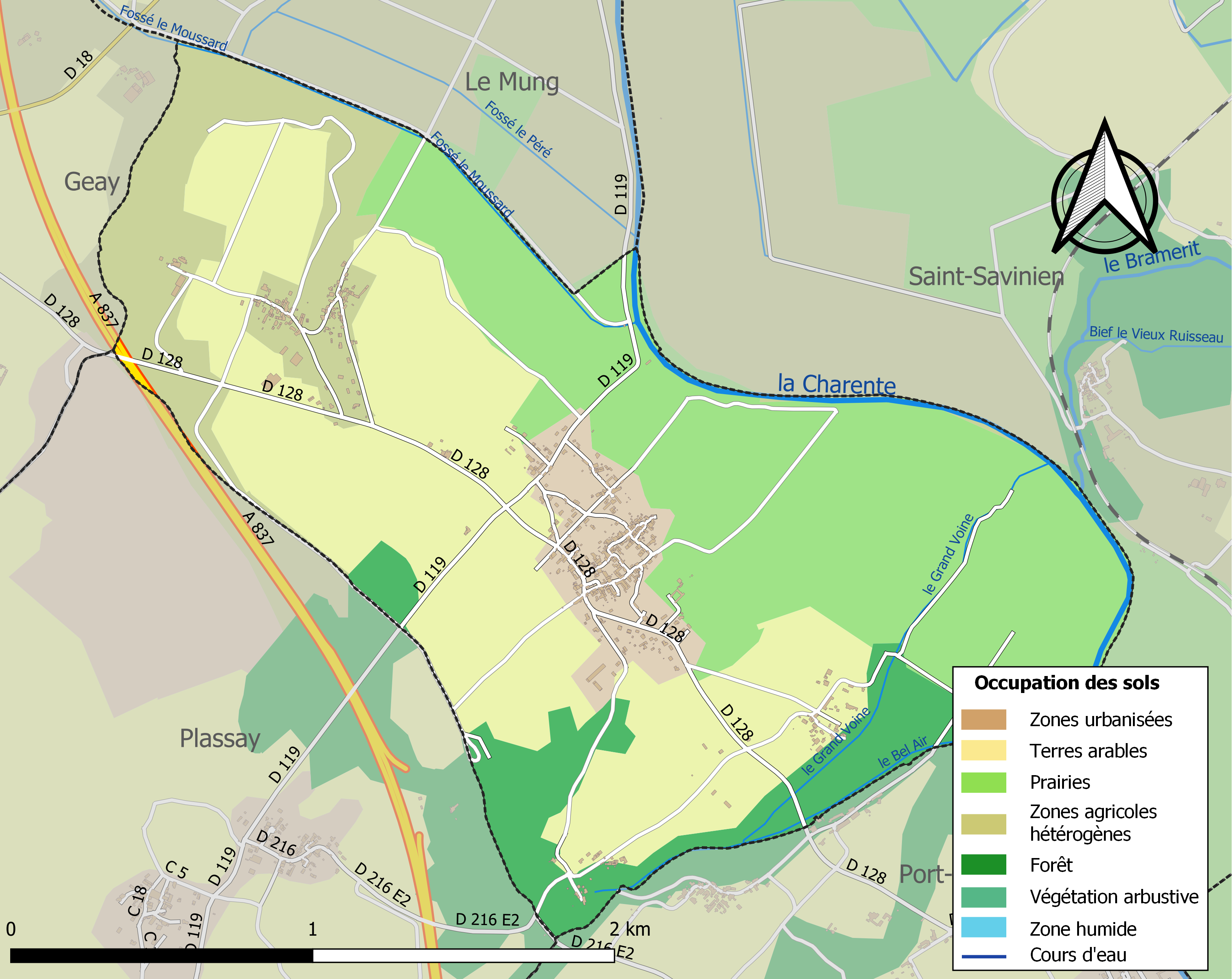
Carte des infrastructures et de l'occupation des sols de la commune en 2018 (CLC).

### Risques majeurs
Le territoire de la commune de Crazannes est vulnérable à différents aléas naturels : météorologiques (tempête, orage, neige, grand froid, canicule ou sécheresse), inondations, mouvements de terrains et séisme (sismicité modérée). Il est également exposé à un risque technologique,  le transport de matières dangereuses. Un site publié par le BRGM permet d'évaluer simplement et rapidement les risques d'un bien localisé soit par son adresse soit par le numéro de sa parcelle.

#### Risques naturels
Certaines parties du territoire communal sont susceptibles d’être affectées par le risque d’inondation par débordement de cours d'eau, notamment la Charente et le Bramerit,  et par submersion marine. La commune a été reconnue en état de catastrophe naturelle au titre des dommages causés par les inondations et coulées de boue survenues en 1982, 1993, 1999, 2010 et 2021,.

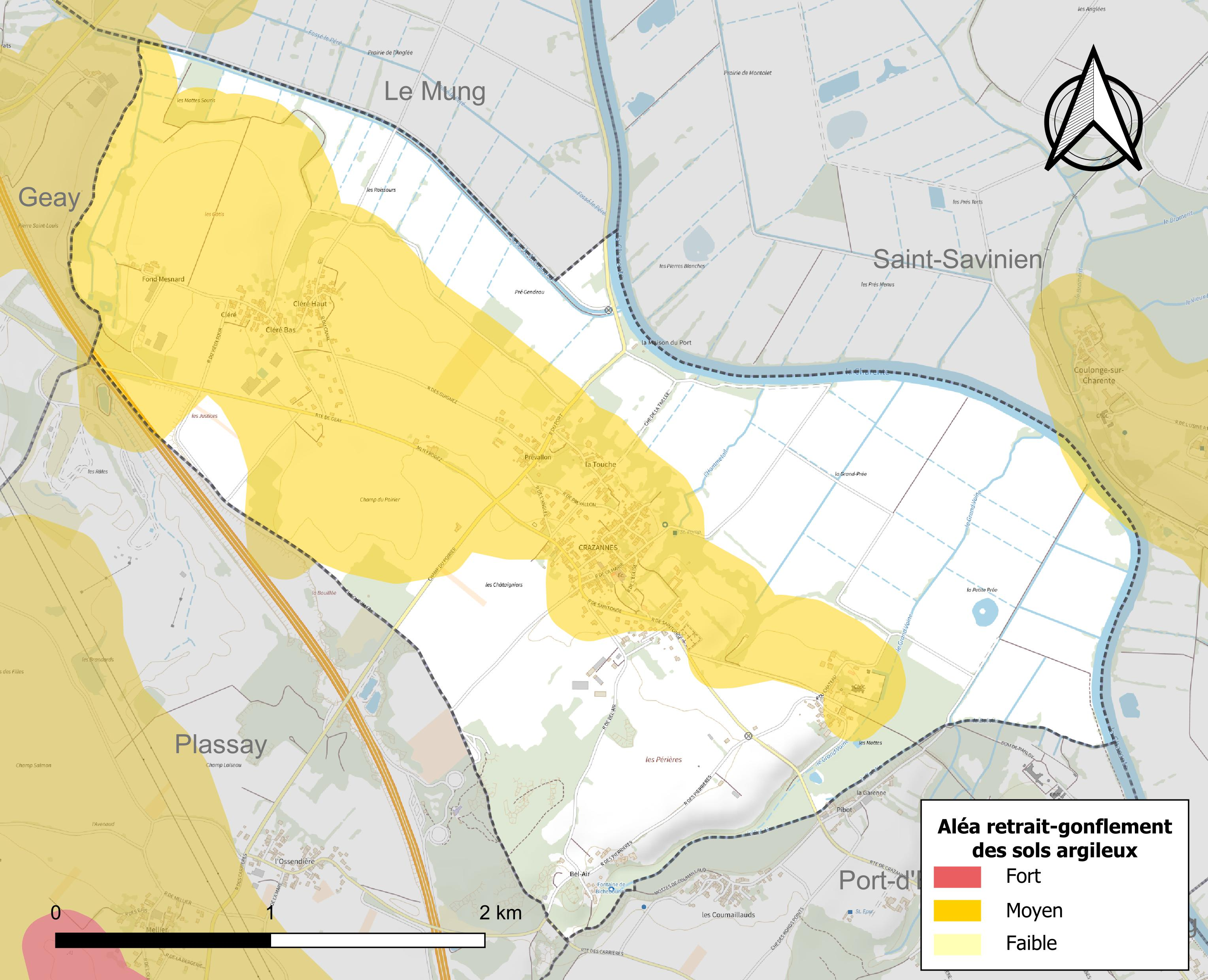
Carte des zones d'aléa retrait-gonflement des sols argileux de Crazannes.

Les mouvements de terrains susceptibles de se produire sur la commune sont des affaissements et effondrements liés aux cavités souterraines (hors mines) et des tassements différentiels. Par ailleurs, afin de mieux appréhender le risque d’affaissement de terrain, l'inventaire national des cavités souterraines permet de localiser celles situées sur la commune.
Le retrait-gonflement des sols argileux est susceptible d'engendrer des dommages importants aux bâtiments en cas d’alternance de périodes de sécheresse et de pluie. 44,8 % de la superficie communale est en aléa moyen ou fort (54,2 % au niveau départemental et 48,5 % au niveau national). Sur les 266 bâtiments dénombrés sur la commune en 2019,  237 sont en aléa moyen ou fort, soit 89 %, à comparer aux 57 % au niveau départemental et 54 % au niveau national. Une cartographie de l'exposition du territoire national au retrait gonflement des sols argileux est disponible sur le site du BRGM,.
Par ailleurs, afin de mieux appréhender le risque d’affaissement de terrain, l'inventaire national des cavités souterraines permet de localiser celles situées sur la commune.
Concernant les mouvements de terrains, la commune a été reconnue en état de catastrophe naturelle au titre des dommages causés par des mouvements de terrain en 1999 et 2010.

#### Risques technologiques
Le risque de transport de matières dangereuses sur la commune est lié à sa traversée par une ou des infrastructures routières ou ferroviaires importantes ou la présence d'une canalisation de transport d'hydrocarbures. Un accident se produisant sur de telles infrastructures est susceptible d’avoir des effets graves sur les biens, les personnes ou l'environnement, selon la nature du matériau transporté. Des dispositions d’urbanisme peuvent être préconisées en conséquence.

## Toponymie
Crazannes : de Gratiana villa, du patronyme Gratius + suffixe ana.

## Histoire
La commune appartient depuis 2011 au réseau « Villages de pierres et d'eau », label initié par le conseil général afin de promouvoir des sites exceptionnels présentant la particularité d'être situés au bord d'une étendue d'eau (mer, rivière, étang...).

## Administration

### Liste des maires
| Période                                  | Période  | Identité            | Étiquette | Qualité              |
| ---------------------------------------- | -------- | ------------------- | --------- | -------------------- |
| 2001                                     | 2020     | Gérard Gaillard     | DVD       | Agriculteur retraité |
| 2020                                     | En cours | Marie-Noëlle Martin |           |                      |
| Les données manquantes sont à compléter. |          |                     |           |                      |

### Région
À la suite de la réforme administrative de 2014 ramenant le nombre de régions de France métropolitaine de 22 à 13, la commune appartient depuis le 1er janvier 2016 à la région Nouvelle-Aquitaine, dont la capitale est Bordeaux. De 1972 au 31 décembre 2015, elle a appartenu à la région Poitou-Charentes, dont le chef-lieu était Poitiers.

## Démographie

### Évolution démographique
L'évolution du nombre d'habitants est connue à travers les recensements de la population effectués dans la commune depuis 1793. Pour les communes de moins de 10 000 habitants, une enquête de recensement portant sur toute la population est réalisée tous les cinq ans, les populations de référence des années intermédiaires étant quant à elles estimées par interpolation ou extrapolation. Pour la commune, le premier recensement exhaustif entrant dans le cadre du nouveau dispositif a été réalisé en 2006.

En 2022, la commune comptait 442 habitants, en évolution de +0,23 % par rapport à 2016 (Charente-Maritime : +4,04 %, France hors Mayotte : +2,11 %).
| 1793 | 1800 | 1806 | 1821 | 1831 | 1836 | 1841 | 1846 | 1851 |
| ---- | ---- | ---- | ---- | ---- | ---- | ---- | ---- | ---- |
| 471  | 435  | 365  | 455  | 556  | 626  | 679  | 718  | 692  |

| 1856 | 1861 | 1866 | 1872 | 1876 | 1881 | 1886 | 1891 | 1896 |
| ---- | ---- | ---- | ---- | ---- | ---- | ---- | ---- | ---- |
| 706  | 672  | 670  | 703  | 669  | 699  | 653  | 625  | 637  |

| 1901 | 1906 | 1911 | 1921 | 1926 | 1931 | 1936 | 1946 | 1954 |
| ---- | ---- | ---- | ---- | ---- | ---- | ---- | ---- | ---- |
| 635  | 636  | 605  | 525  | 522  | 507  | 415  | 364  | 347  |

| 1962 | 1968 | 1975 | 1982 | 1990 | 1999 | 2006 | 2011 | 2016 |
| ---- | ---- | ---- | ---- | ---- | ---- | ---- | ---- | ---- |
| 304  | 298  | 328  | 361  | 357  | 409  | 432  | 435  | 441  |

| 2021 | 2022 | - | - | - | - | - | - | - |
| ---- | ---- | - | - | - | - | - | - | - |
| 439  | 442  | - | - | - | - | - | - | - |

## Culture locale et patrimoine

### Lieux et monuments

#### Église Sainte-Madeleine
Église de style néo-gothique, édifiée en 1874.

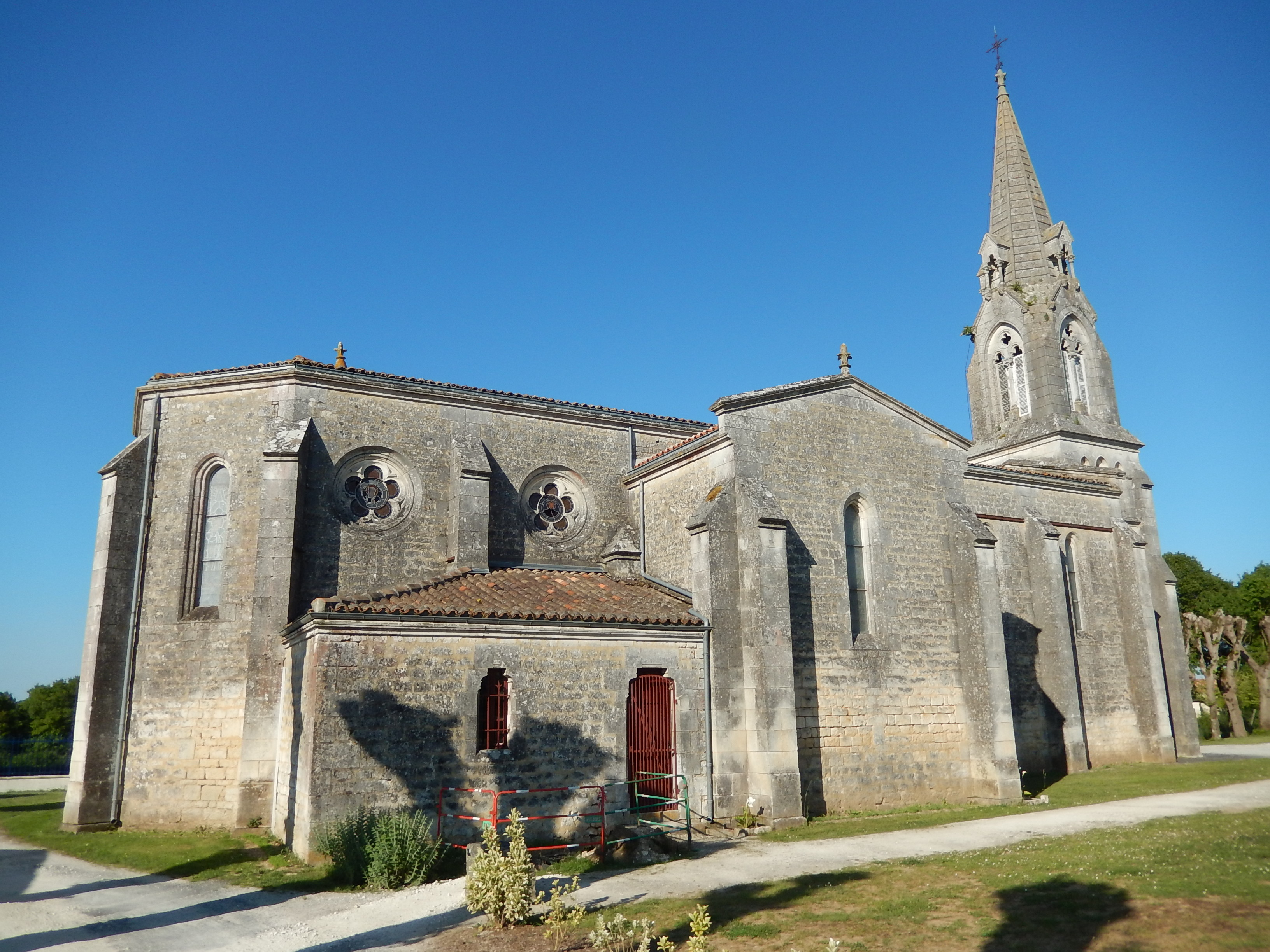
L'église Sainte-Madeleine de Crazannes par le Sud.
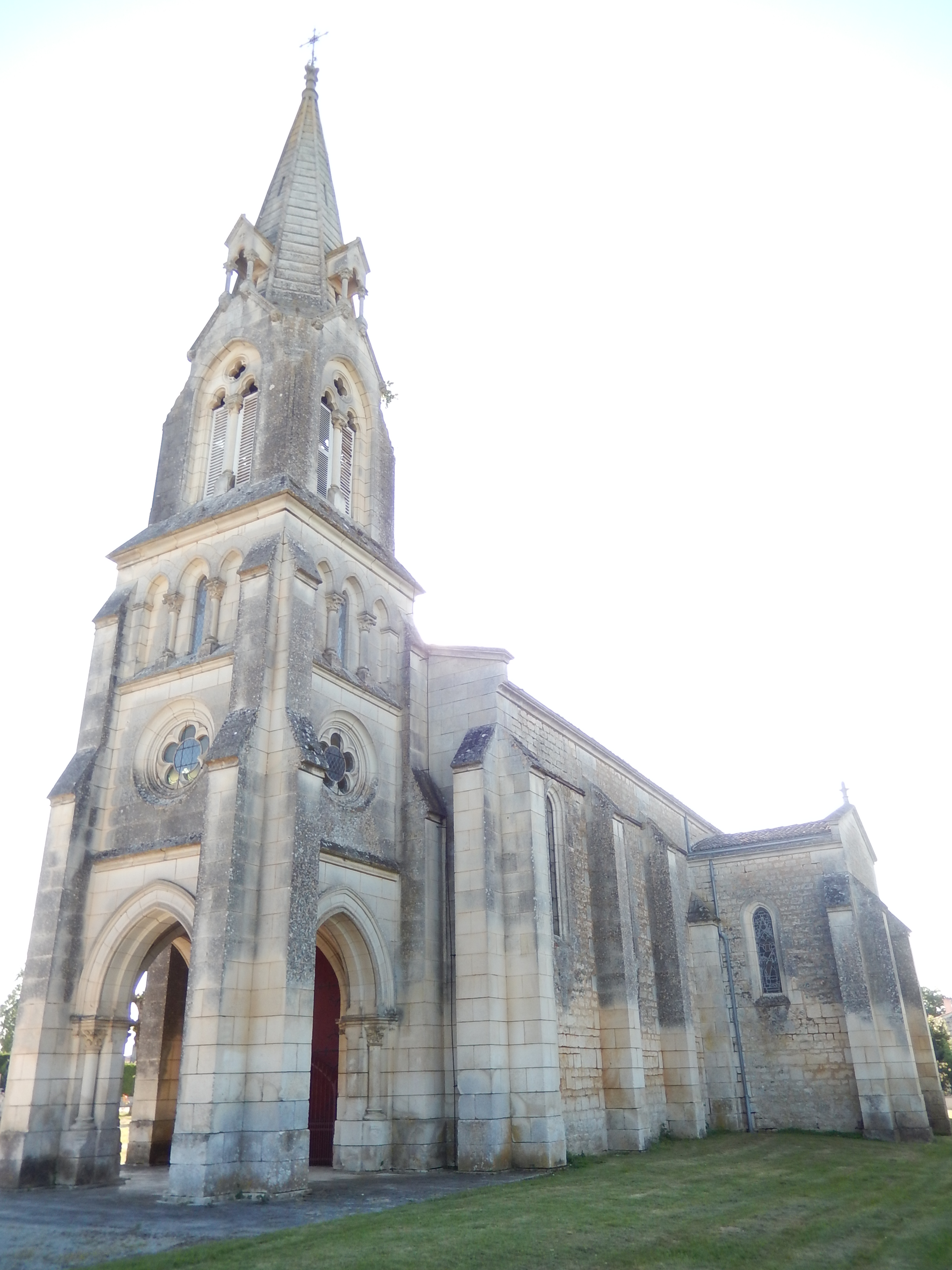
L'église Sainte-Madeleine de Crazannes par le Nord-Est.

#### Chapelle Saint-Saturnin de Crazannes

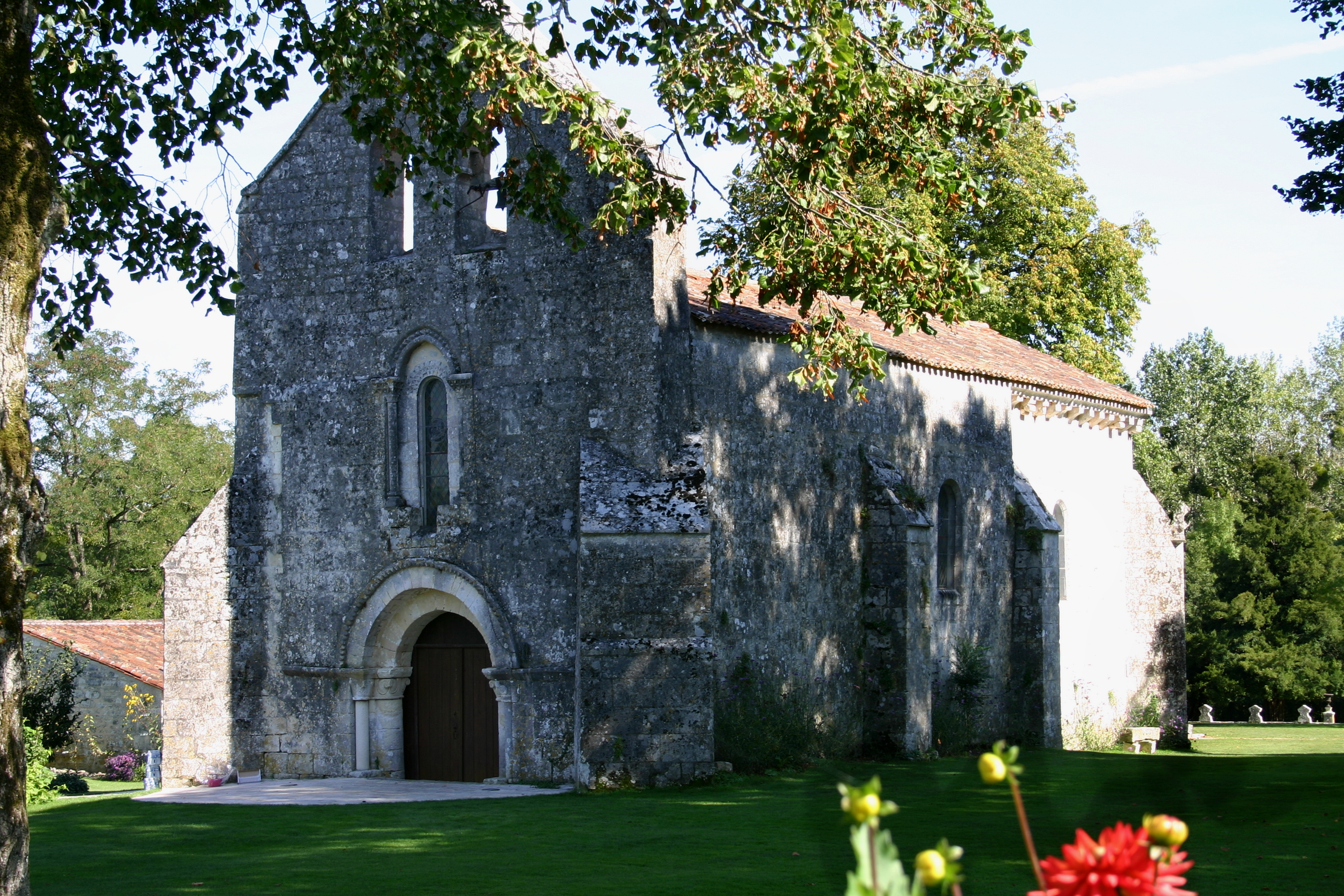
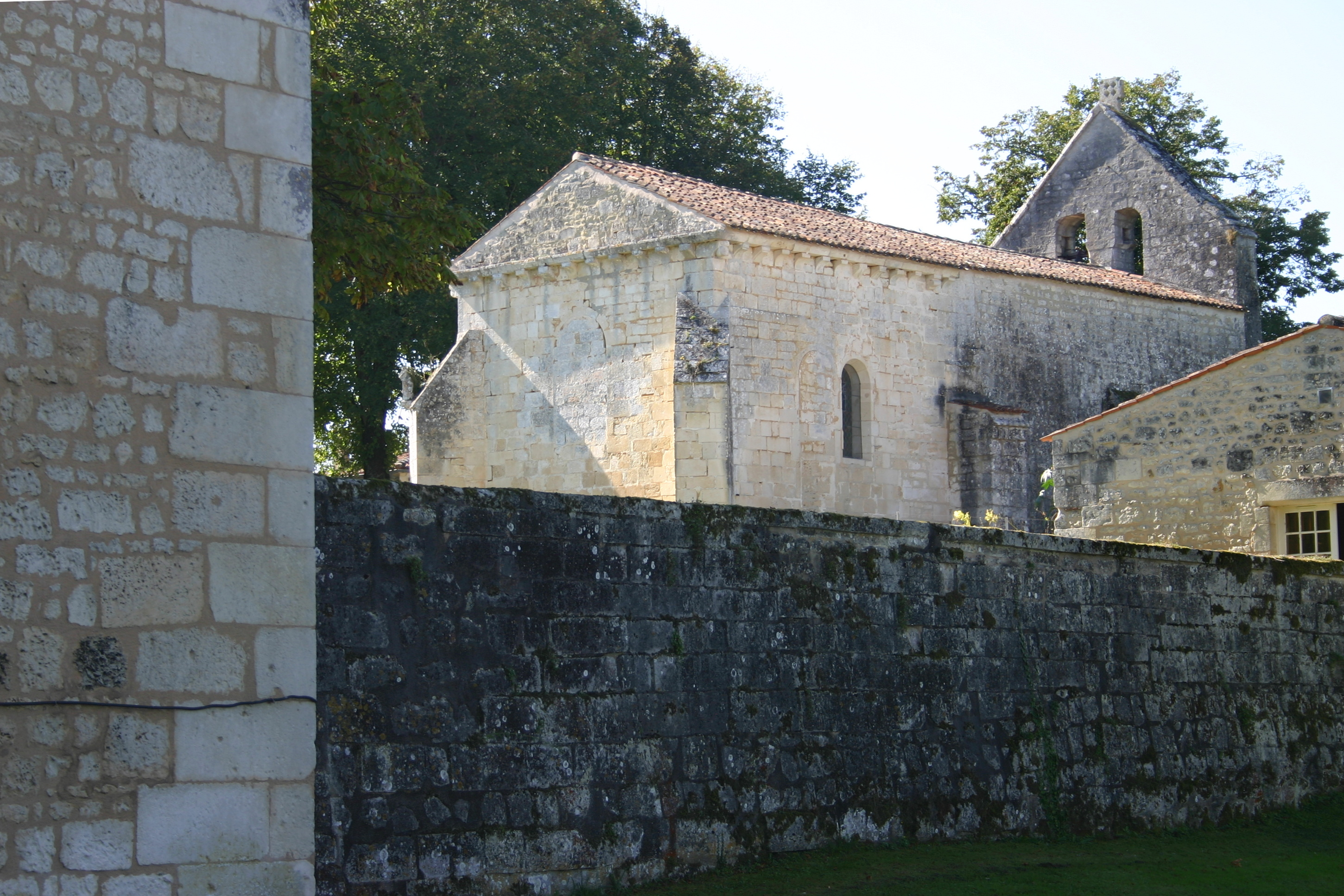

#### Les carrières de Crazannes

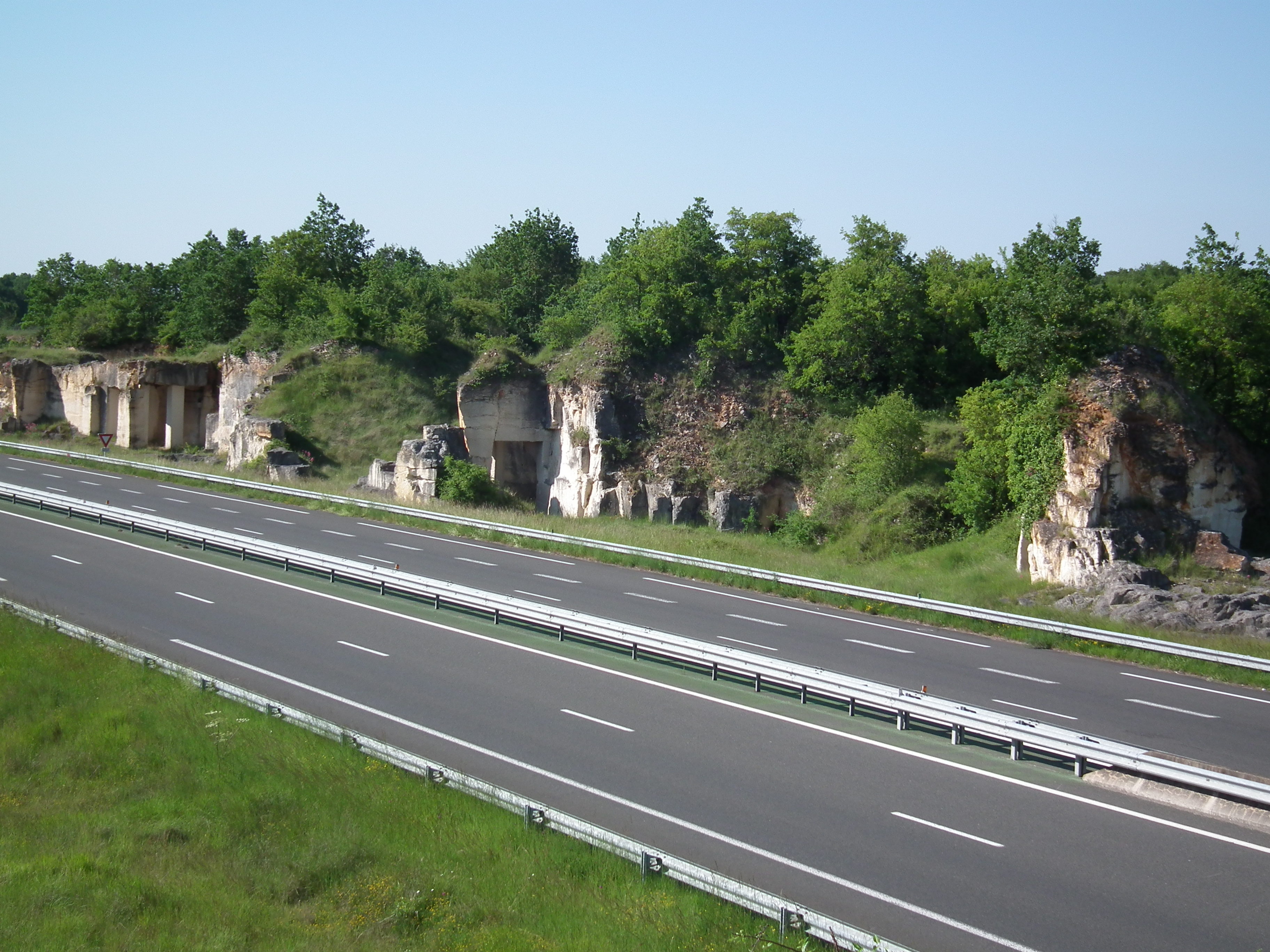
Les carrières de Crazannes, jouxtées par l'autoroute A837.

Le musée présente, sur une aire d'autoroute thématique, l’histoire et les techniques des carriers d’autrefois, préservant la mémoire d’un patrimoine riche : celui des carrières de Crazannes.
Ce pôle-nature créé en collaboration entre Autoroutes du Sud de la France (A.S.F.), le foyer rural de Crazannes et le conseil général de la Charente-Maritime a vu le jour en mars 1997. Il prévoit un espace muséographique gratuit présentant les carrières de pierre de taille et une zone protégée comprenant un sentier visitable en visite guidée payante.

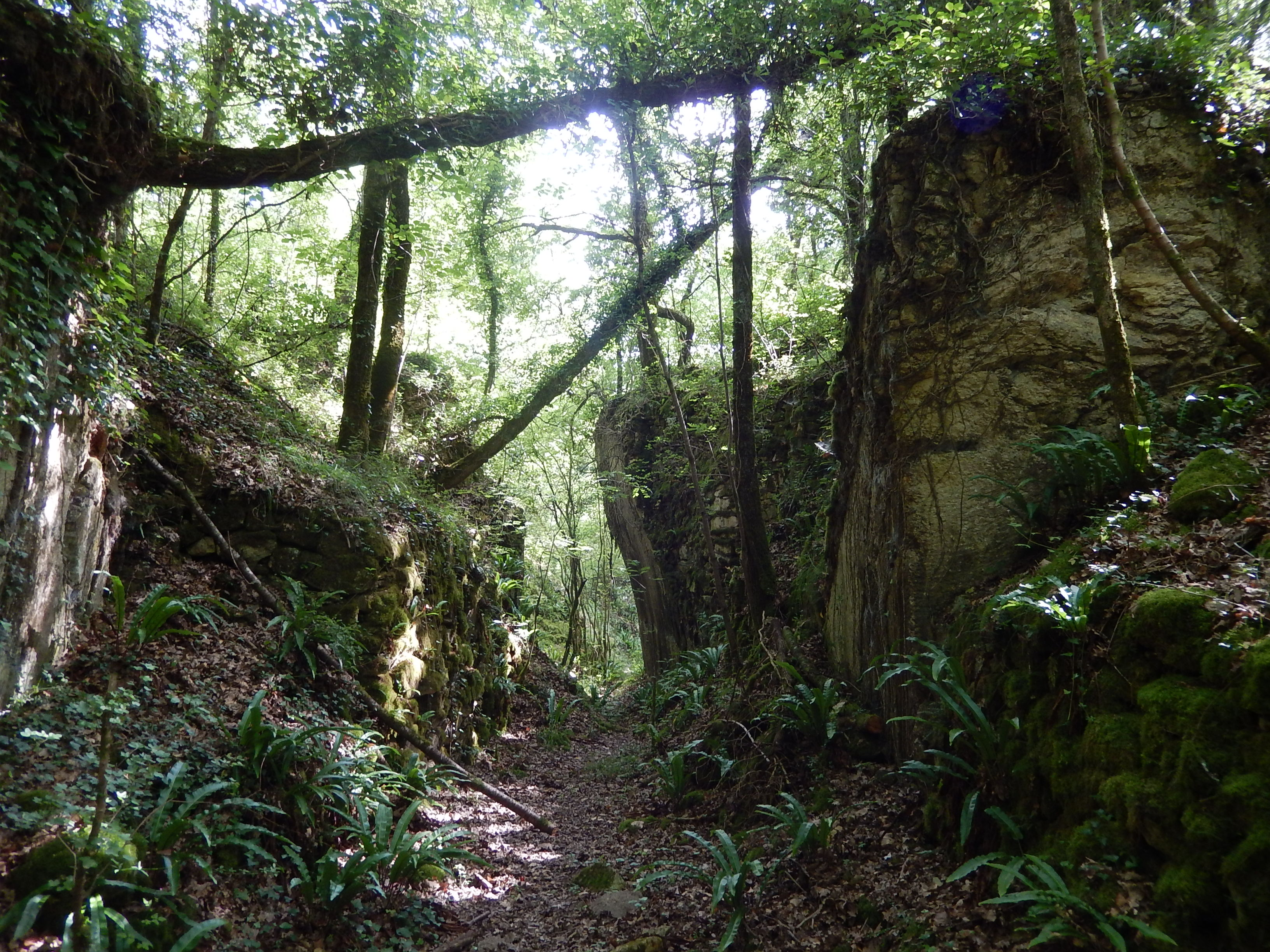
La végétation reprend ses droits dans les vestiges des carrières.

Les carrières se sont peu à peu recouvertes d’un tapis de verdure. Les grands arbres poussent au-dessus des gorges sombres et profondes et plongent leurs ramures dans le vide. Cet ombrage garde une température constante et une humidité élevée. Les résurgences de la nappe phréatique abreuvent une végétation luxuriante, digne des grandes forêts amazoniennes. Le lierre court partout, sur les falaises comme sur les arbres, et se laisse souvent redescendre jusqu’à terre en de longues chevelures. Il est accompagné par la clématite vigne-blanche, liane européenne, qui grimpe à l’assaut des branches les plus hautes afin de capter un peu plus de lumière. Mais les carrières sont aussi couvertes d’un tapis de fougères scolopendres que l’on trouve habituellement au fond des puits les plus profonds. Dans les zones plus sèches, on peut tomber sur une station importante d’orchidées comme « l’homme pendu » ou l’Ophrys abeille.
Cachés par les mystères de Crazannes, les animaux arpentent les carrières, des mammifères (blaireaux, chevreuils, genettes, renards...) aux batraciens (grenouilles agiles, salamandres...), en passant notamment par un foisonnement d’oiseaux nocturnes et diurnes (chouettes effraies, circaète jean-le-blanc...).
Le Fort Boyard, le Fort Liédot, font partie des nombreux ouvrages construits avec la pierre de Crazannes. La pierre s'est exportée et constitue l'un des matériaux utilisés pour l'édification ou l'ornement de monuments emblématiques tels que la cathédrale de Cologne[réf. nécessaire].
Cependant, malgré ce que prétend une légende persistante, il n'y a pas de pierre de Crazannes utilisée pour le socle de la statue de la Liberté à New York, qui est en fait constitué de béton et de granit provenant du Connecticut, celui de la carrière Beattie (Beattie Quarry).

#### Le château de Crazannes
Château du XVe siècle en bordure du fleuve Charente. Une chapelle se trouve dans le parc du château.

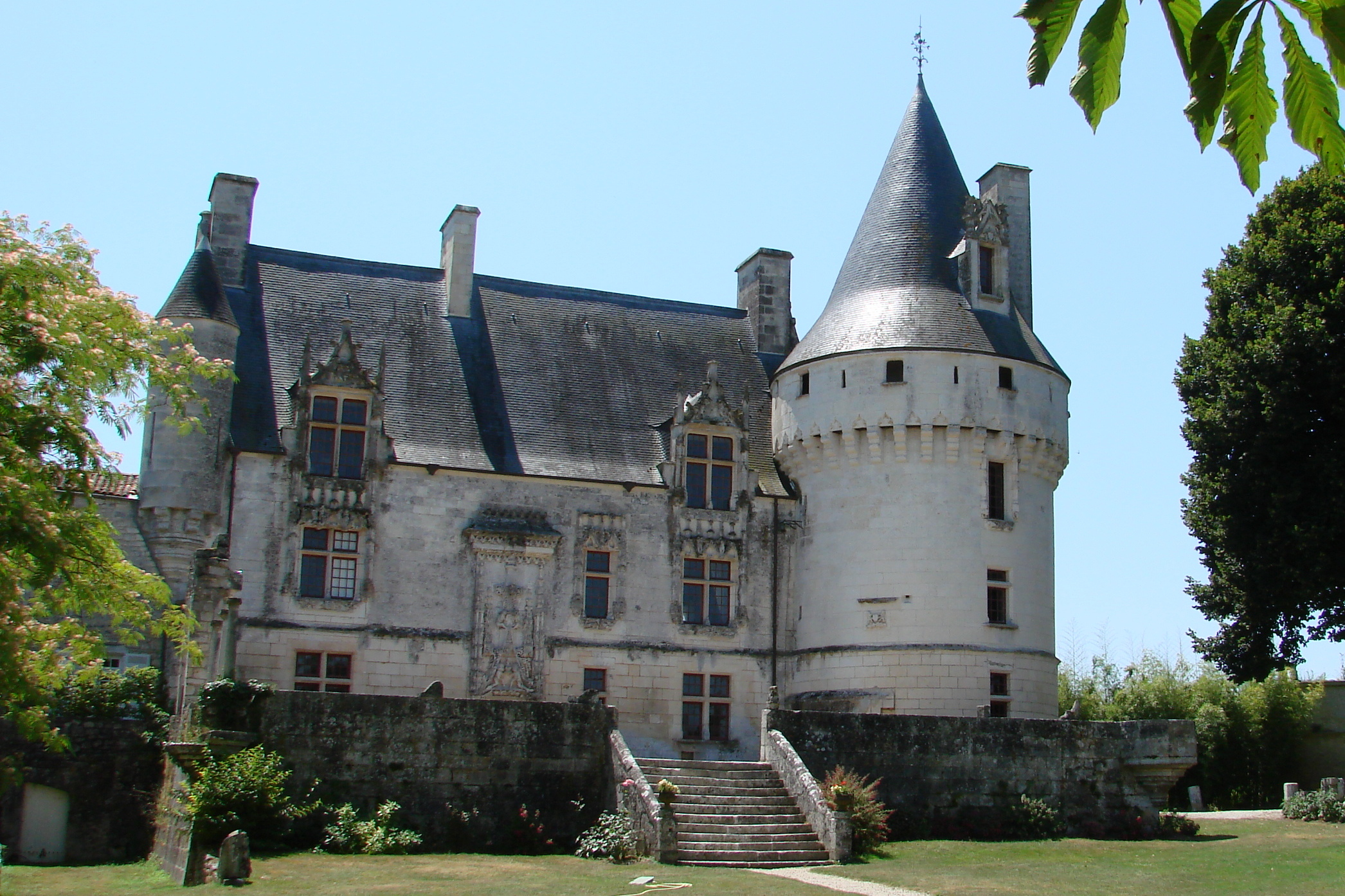
Le château de Crazannes.
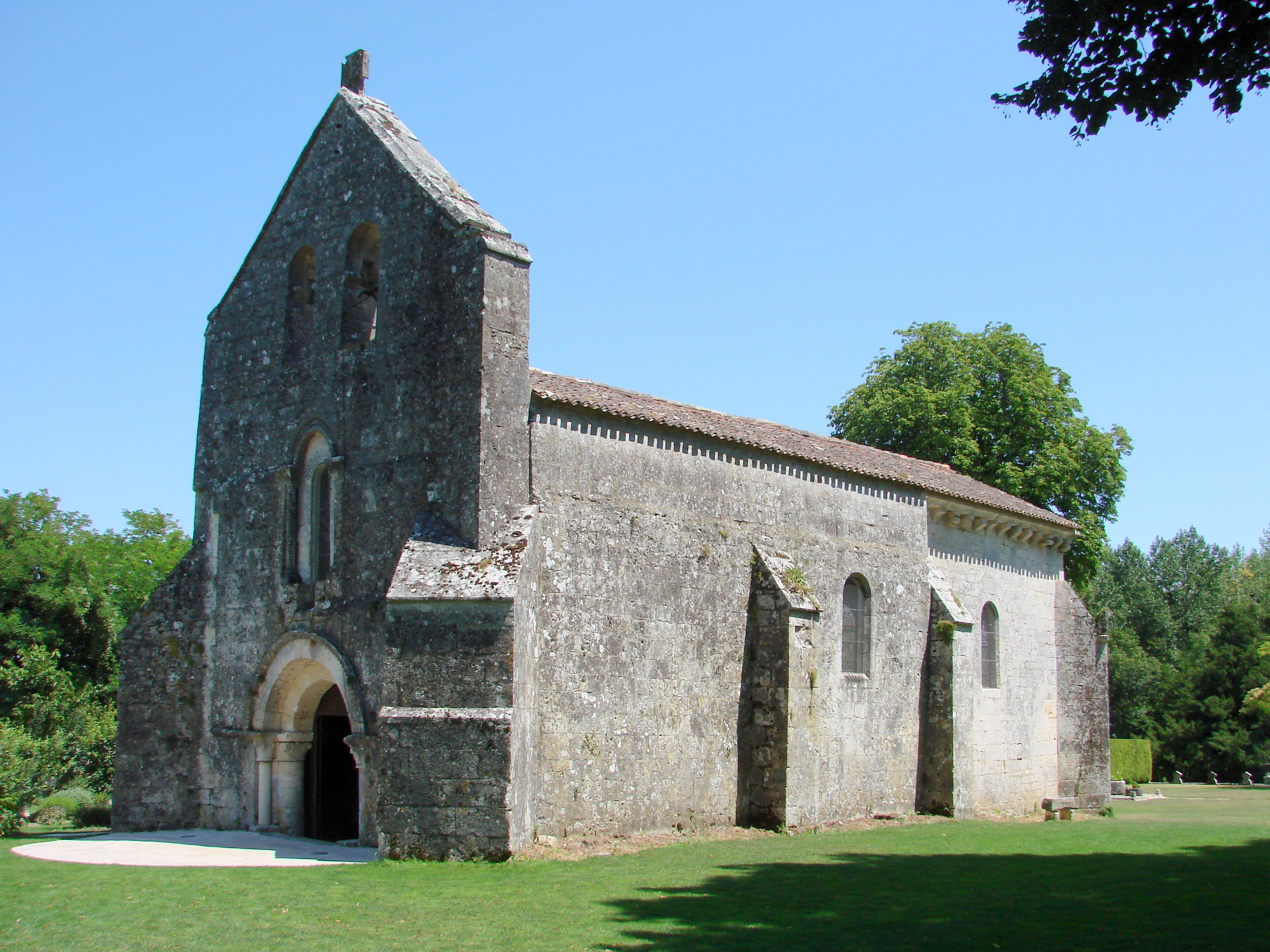
La chapelle Saint-Saturnin de Crazannes.

#### La maison des Pierreux

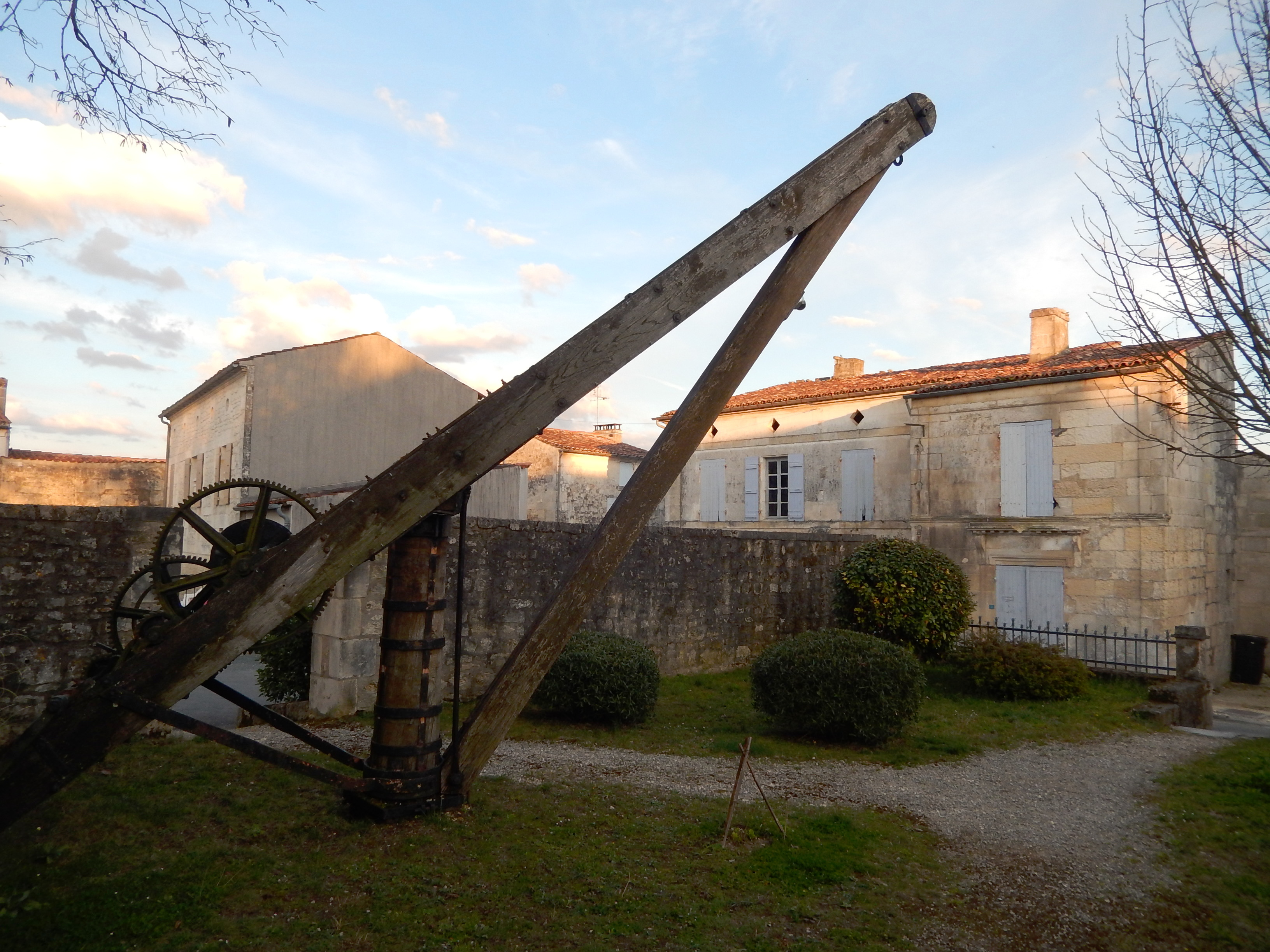
Une grue qui servait à lever les pierres. Au second plan sur la droite : la Maison des Pierreux.

Au cœur du village, une ancienne maison charentaise vous ouvre ses portes. Elle met en valeur la vie de ces hommes de labeur qui façonnaient les carrières de pierre de taille. Visitable tout l'été.

#### Lavoirs
Deux anciens lavoirs se situent dans la commune de Crazannes : l'un près du bourg, et l'autre dans le hameau de Cléré.

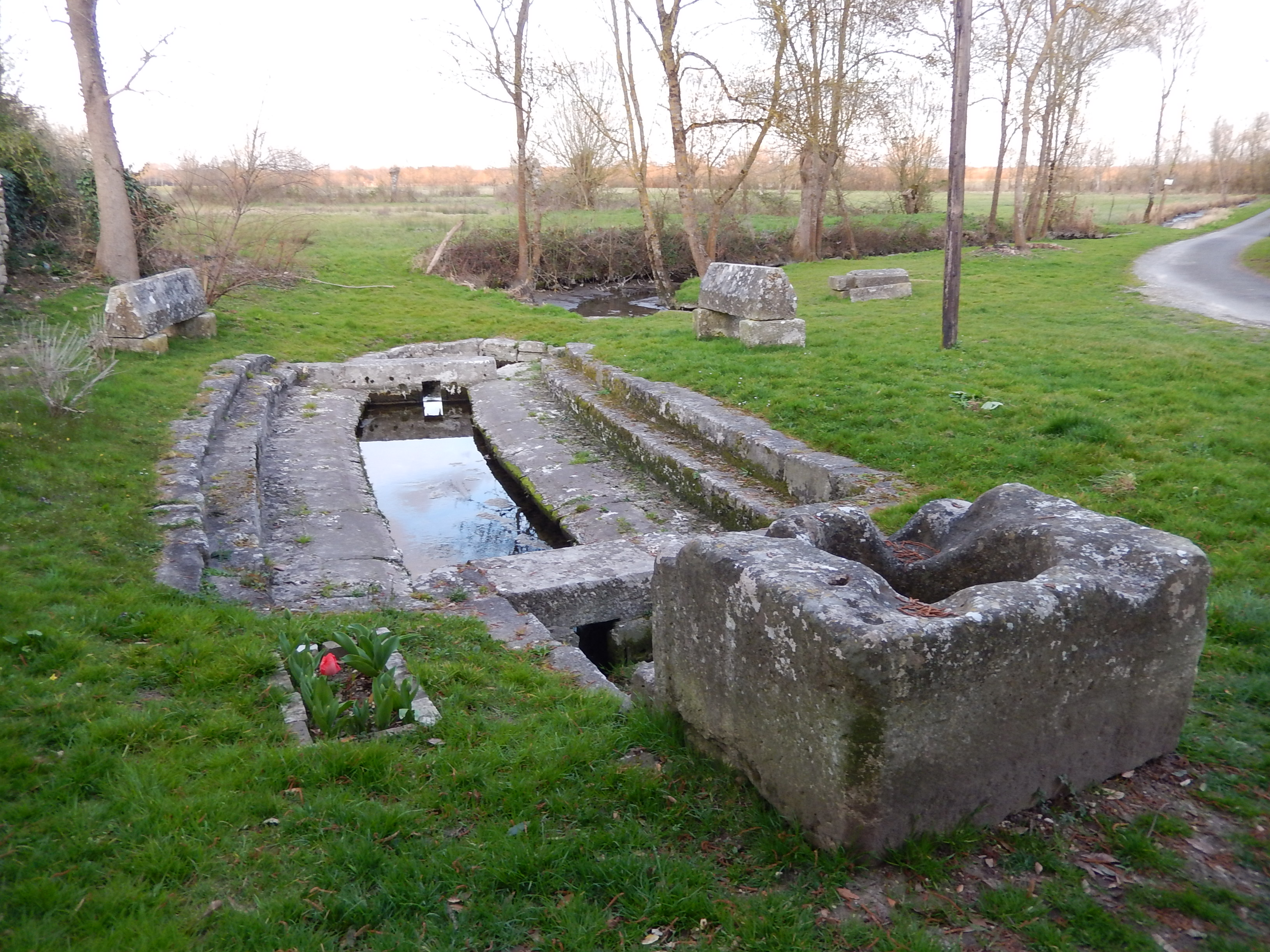
Le lavoir proche du bourg.

### Personnalités liées à la commune
- Achille Bron (1867-1949), peintre.

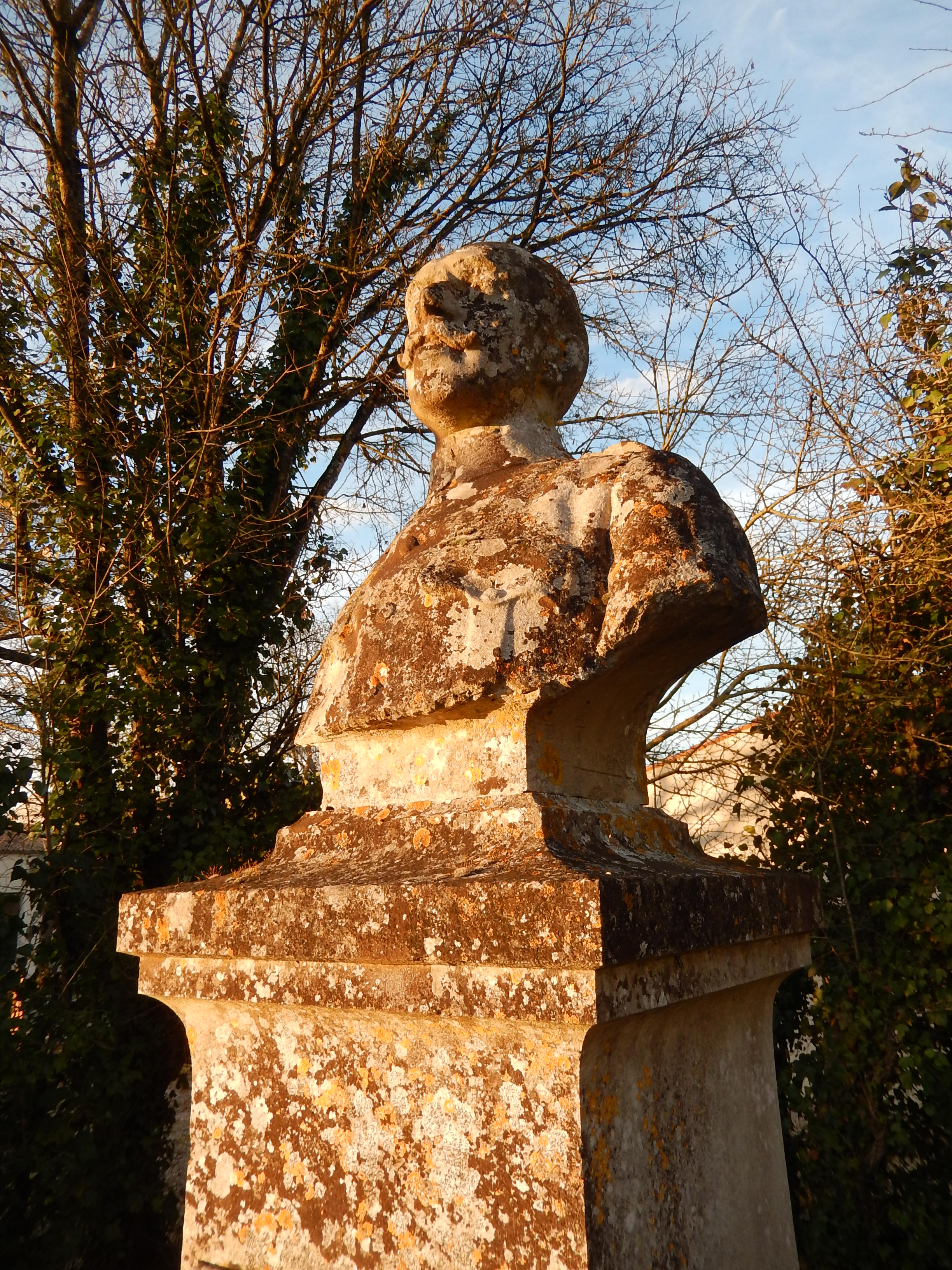
Le buste de Jean Bron, non loin de l'église de Crazannes.

- Jean Bron (1871-1919), médecin-major, chef de l'hôpital militaire de Châlons-sur-Marne.
- Jean-César-Marie-Alexandre Chaudruc de Crazannes (1782-1862), archéologue et poète.

### Héraldique
| Blason de Crazannes | Blason  | Tiercé en pairle renversé : au 1er de sinople à un vase à parfum d'or, au 2e de gueules à trois chevrons d'or et à un taureau furieux d'argent brochant, au 3e d'argent à trois fasces ondées d'argent et à deux pics de carrier de sable passés en sautoir et brochant. |
| Blason de Crazannes | Détails | Le vase à parfum est pour sainte Marie-Madeleine, patronne de l'église. Le taureau est attribut de saint Saturnin, patron de la chapelle du château et les chevrons sont repris des armes de la famille d'Acarie, qui fut seigneur de la commune pendant près de trois siècles. Enfin, les pics de carriers évoquent les anciennes carrières du village et les ondes symbolisent la Charente qui l'arrose. Création Jean-François Binon, adoptée en 2021. |